# Benny Wendt
Benny Wendt (* 1. listopadu 1950, Norrköping) je bývalý švédský fotbalista, útočník.

## Fotbalová kariéra
Začínal ve Švédsku v týmu IFK Norrköping. Od roku 1975 hrál německou bundesligu postupně za 1. FC Köln, Tennis Borussii Berlin a 1. FC Kaiserslautern. V letech 1981-1983 hrál belgickou ligu za Standard Lutych, se kterým získal dva mistrovské tituly. V roce 1983 hrál v Hongkongu za tým Seiko SA, se kterým získal  mistrovský titul. Kariéru končil v nižších soutěžích ve Švédsku v týmu IK Sleipner a v Německu v SC Freiburg. V Poháru mistrů evropských zemí nastoupil ve 4 utkáních a dal 1 gól, v Poháru vítězů pohárů nastoupil v 6 utkáních a v Poháru UEFA nastoupil ve 14 utkáních a dal 7 gólů. Za švédskou fotbalovou reprezentaci nastoupil v letech 1972–1978 ve 20 utkáních a dal 1 gól. Byl členem švédské fotbalové reprezetnace na Mistrovství světa ve fotbale 1978, nastoupil ve všech 3 utkáních a dal 1 gól.

## Ligová bilance
| Ročník                                    | Zápasy | Góly | Klub                   |
| ----------------------------------------- | ------ | ---- | ---------------------- |
| 1. švédská liga 1969                      | 4      | 2    | IFK Norrköping         |
| 1. švédská liga 1970                      | 6      | 1    | IFK Norrköping         |
| 1. švédská liga 1971                      | 19     | 6    | IFK Norrköping         |
| 1. švédská liga 1972                      | 22     | 8    | IFK Norrköping         |
| 1. švédská liga 1973                      | 25     | 9    | IFK Norrköping         |
| 1. švédská liga 1974                      | 26     | 9    | IFK Norrköping         |
| 1. švédská liga 1975                      | 26     | 16   | IFK Norrköping         |
| Německá fotbalová Bundesliga 1975/1976    | 6      | 0    | 1. FC Köln             |
| Německá fotbalová Bundesliga 1976/1977    | 30     | 20   | Tennis Borussia Berlin |
| Německá fotbalová Bundesliga 1977/1978    | 29     | 10   | 1. FC Kaiserslautern   |
| Německá fotbalová Bundesliga 1978/1979    | 28     | 7    | 1. FC Kaiserslautern   |
| Německá fotbalová Bundesliga 1979/1980    | 29     | 12   | 1. FC Kaiserslautern   |
| Německá fotbalová Bundesliga 1980/1981    | 30     | 6    | 1. FC Kaiserslautern   |
| 1. belgická liga 1981/1982                | 29     | 13   | Standard Lutych        |
| 1. belgická liga 1982/1983                | 27     | 8    | Standard Lutych        |
| 1. hongkongská liga 1983/1984             | 27     | 9    | Seiko SA               |
| 2. německá fotbalová Bundesliga 1984/1985 | 13     | 4    | SC Freiburg            |
| CELKEM německá bundesliga                 | 152    | 55   |                        |
| CELKEM 1. belgická liga                   | 56     | 21   |                        |
| CELKEM 1. švédská liga                    | 128    | 51   |                        |